# Дарбідейл (Огайо)
Дарбідейл (англ. Darbydale) — переписна місцевість (CDP) в США, в окрузі Франклін штату Огайо. Населення — 768 осіб (2020).

## Географія
Дарбідейл розташований за координатами 39°51′21″ пн. ш. 83°10′30″ зх. д. / 39.85583° пн. ш. 83.17500° зх. д. (39.855775, -83.174911).  За даними Бюро перепису населення США в 2010 році переписна місцевість мала площу 2,56 км², з яких 2,56 км² — суходіл та 0,00 км² — водойми.

## Демографія
Згідно з переписом 2010 року, у переписній місцевості мешкали 793 особи в 300 домогосподарствах у складі 223 родин. Густота населення становила 310 осіб/км².  Було 323 помешкання (126/км²).
Расовий склад населення:
| - 97,2 % — білих - 0,4 % — корінних американців - 0,4 % — чорних або афроамериканців |

До двох чи більше рас належало 1,5 %. Частка іспаномовних становила 0,9 % від усіх жителів.
За віковим діапазоном населення розподілялося таким чином: 22,3 % — особи молодші 18 років, 63,8 % — особи у віці 18—64 років, 13,9 % — особи у віці 65 років та старші. Медіана віку мешканця становила 40,8 року. На 100 осіб жіночої статі у переписній місцевості припадало 99,2 чоловіків;  на 100 жінок у віці від 18 років та старших — 99,4 чоловіків також старших 18 років.
Медіана доходів становила 67 596 доларів для чоловіків та 54 453 долари для жінок. За межею бідності перебувало 20,5 % осіб, у тому числі 22,3 % дітей у віці до 18 років та 0,0 % осіб у віці 65 років та старших.
Цивільне працевлаштоване населення становило 386 осіб. Основні галузі зайнятості: освіта, охорона здоров'я та соціальна допомога — 34,5 %, транспорт — 21,0 %, будівництво — 19,9 %.